# Káto Potamiá (ort i Grekland, Grekiska fastlandet)
Káto Potamiá är en ort i Grekland.   Den ligger i prefekturen Nomós Evrytanías och regionen Grekiska fastlandet, i den centrala delen av landet, 230 km nordväst om huvudstaden Aten. Káto Potamiá ligger 422 meter över havet och antalet invånare är 137.
Terrängen runt Káto Potamiá är kuperad åt sydväst, men åt nordost är den bergig.Runt Káto Potamiá är det mycket glesbefolkat, med 6 invånare per kvadratkilometer. Närmaste större samhälle är Raptópoulon, 8,2 km norr om Káto Potamiá. I omgivningarna runt Káto Potamiá växer i huvudsak blandskog.